# Pájaros
Pájaros – miasto w północnej części Portoryko, w gminie Bayamón. Według danych szacunkowych na rok 2008 liczy 12 177 mieszkańców.